# Factor de protecció solar
El factor de protecció solar o índex de protecció solar és un índex que indica el temps que una persona pot estar exposada al sol sense patir cremades. Aquest índex, que es reflecteix de forma numèrica en l'envàs dels fotoprotectors que podem adquirir al mercat, és un multiplicador del temps que una persona pot estar prenent el sol sense cremar-se. És a dir, si pot suportar mitja hora exposada sense patir danys, un fotoprotector amb factor de protecció solar quatre que li permetrà prendre el sol almenys durant dues hores (quatre vegades més).

## Escala dels factors de protecció solar
La fotoprotecció solar és fonamental per evitar lesions cutànies com cremades i amb el pas del temps càncer. El sol és causant en més d'un 75% de l'envelliment de la pell-arrugues, taques, flacciditat-. Per això hem d'estar sempre molt ben protegits. Hi ha diferents escales per a la valoració de la protecció solar, en funció de la zona de l'espectre de la qual protegeixen, i hi ha diverses metodologies per definir el factor de protecció solar i no hi ha un procediment universal per obtenir-lo.

### Capital solar
El capital solar és el nombre d'hores que un individu pot exposar la seva pell al sol durant tota la seva vida. Un cop consumit comencen els problemes cutanis. El capital solar de cada persona està predeterminat genèticament.

### Quin és el factor més adequat per a la meva pell?
El FP, IP i SPF són l'índex o factor de protecció el número indica el temps que pot exposar la pell protegida sense cremar davant la radiació ultraviolada.
A la pràctica, la protecció d'un protector solar en particular depèn de factors com ara:
- El tipus de pell de la persona
- La quantitat aplicada de protector solar i la freqüència d'aplicació.
- Activitats realitzades durant l'exposició al sol (per exemple, nedar porta a la pèrdua del protector solar de la pell en menor temps).
- Quantitat de protector solar que la pell ha absorbit

Les pells clares són molt més sensibles al sol que les fosques. Es defineixen principalment aquests dos fototipus de pell:
- Pell clara: pell lleugerament pigmentada, que es crema algunes vegades i es bronzeja lleugerament.
- Pell fosca: pell que no sol cremar i que sempre es bronzeja.

| Nivell de radiació (UVI) | Pell Clara                     | Pell Clara              | Pell Fosca                     | Pell Fosca              |
| Nivell de radiació (UVI) | Exposició màx. sense protecció | Índex protecció indicat | Exposició màx. sense protecció | Índex protecció indicat |
| 0-2 (baix)               | 80 minuts                      | 15                      | 110 minuts                     | 8                       |
| 3-5 (moderat)            | 40 minuts                      | 25                      | 60 minuts                      | 15                      |
| 6-7 (alt)                | 25 minuts                      | 30                      | 35 minuts                      | 25                      |
| 8-10 (molt alt) Estiu    | 20 minuts                      | 50+                     | 30 minuts                      | 30                      |
| 11+(extrem) Estiu        | 15 minuts                      | 50+                     | 25 minuts                      | 50+                     |

Recomanacions orientatives del Departament de Sanitat i Seguretat Social segons l'UVI (Nivell de Radiació). A la península Ibèrica el nivell de radiació UVI varia entre 2 a l'hivern i 10 a l'estiu, arribant fins i tot a 14 a les Canàries.

## Ingredients cosmètics amb acció de filtre ultraviolat
- Diòxid de titani
- Octinaxat
- Octisalat